# Wiaquahhechegumeeng
Wiaquahhechegumeeng /at the end of the great lake/, jedno od sela Indijanaca Fond du Lac Chippewa, porodica algonquian, koje se nalazilo uz jezero Superior na području današnjeg okruga Douglas u Wisconsinu. Ostale varijante imena su Fond du Lac i Wi-a-quah-he-che-gume-eng (Warren, 1852)
Selo je nazivano i Fod du Lac (Warren, 1852)